# Missoni

Logo da Missoni.

Missoni é uma casa de moda italiana de alto nível com sede em Varese, conhecida por seus designs coloridos de malhas. A empresa foi fundada por Ottavio ("Tai") e Rosita Missoni em 1953.
Em 1996, os Missonis transferiram o controle do negócio para seus três filhos: Vittorio Missoni tornou-se diretor de marketing; Luca (nascido em 1956) foi designer de moda masculina até 2008; Angela (nascida em 1958) era designer de moda feminina e assumiu a moda masculina em 2008, quando Luca se tornou responsável pelo setor de Arquivo e Eventos.